# Страшево (Псковская область)
Страшево — деревня в Струго-Красненском районе Псковской области, входит в состав сельского поселения Марьинская волость
Имеется водонапорная башня, скважина глубиной около 130 м. На башне — гнездо аистов.
В деревне зарегистрировано 27 домов, постоянных жителей — 10.

## История
Первое упоминание — писцовые книги Шелонской пятины Новгородской земли 1498—1576 г. Относилась к Хмерскому погосту Новгородского уезда.

Страшево отмечено на карте 1860 г.

Школа в Страшеве для питомцев Воспитательного дома открыта 12 октября 1883 г.

## Великая Отечественная война
Страшево занято немцами в июле 1941, освобождено 17 февраля 1944 г. Практически полностью сожжено во время оккупации, расстреляно более 40 мирных жителей.

«Представитель Ленинградского обкома партии С. Т. Коротков группу в количестве 10 человек во главе с А. А. Чайкиным направил обратно в Стругокрасненский район для действий в тылу врага. Ещё до отхода в Лугу группа А. А. Чайкина 10 июля перед приходом немецких войск сожгла в пос. Струги Красные несколько административных зданий и водокачку. 23 июля группа А. А. Чайкина на дороге Плюсса — Ляды смогла уничтожить 6 мотоциклистов противника, а 2 августа между деревнями Березицы и Страшево у моста через ручей уничтожила немецкую автомашину со штабными офицерами. Было убито семеро фашистов. В ответ на данную диверсию 3 августа немцы расстреляли бывшего председателя сельпо Степана Арсентьева, пекаря Саркиса и сожгли дома в д. Страшево, в д. Березицы ими был сожжён дом А. Н. Дубкова — бойца данной партизанской группы. Жителей сожжённой д. Страшево отвели в д. Бровск и разместили на территории Дома отдыха. На
территории Стругокрасненского района были развешены объявления немецкого командования о произошедшем инциденте (см. Приложение 1). Данные диверсионные акты положили начало масштабному партизанскому движению на рассматриваемой территории.»

## Приложение 1
Bekanntmachung

Am 2.8.41 wurden beim Dorf Straschewo, unweit Sztrugi Krassnyje, deutsche Soldaten von Partisanen in verbrecherischer Weise überfallen und getötet. Die Bevölkerung von Straschewo hat
dieses Verbrechen unterstützt, indem sie die Partisanen von dem Kommen der deutschen Soldaten verständigte. Außerdem hat sie trotz der öffentlichen Warnung des Befehlshabers der deutschen Truppen die Partisanen verpflegt und es unterlassen, der deutschen Behörde das Vorhandensein von Partisanen zu melden.
Auf Anordnung des Befehlshabers wurde das Dorf Straschewo deshalb am 3.8.41 dem Erdboden gleichgemacht. In Zukunft wird das Gleiche mit jedem Dorf geschehen, in dessen Nähe sich Partisanen oder andere Verbrecher aufhalten und deren Bevölkerung in irgend einer Weise mit diesen in Verbindung steht, ohne dass hiervon sofort der nächsten deutschen militärischen Stelle Meldung gemacht wurde.

Die Bevölkerung wird deshalb hierdurch nochmals gewarnt. Wer Verbrechen gegen deutsche Soldaten oder gegen deutsche militärische Anlagen begeht, vernichtet sich und bringt Not und
Elend über seine Heimat und seine Familie.

Der Befehlshaber.

Erich Hoepner
Объявление

2.8.1941 недалеко от посёлка Струги Красные произошло нападение партизан со стороны деревни Страшево на немецких солдат, которых преступным способом убили. Жители деревни Страшево поддержали это преступление и известили партизан о подходе немецких солдат. Кроме того, жители деревни снабдили партизан продовольствием вопреки публичному предупреждению командующего немецкими войсками и отказались сообщать о присутствии партизан немецкому органу власти.

В связи с этим по распоряжению командующего, деревню Страшево сровняли 3.8.1941 с землёй.

В будущем это произойдет с каждой деревней, вблизи которой задержат партизан или других преступников и население которой будет поддерживать с ними связь любыми способами, без немедленного предупреждения немецкого военного органа о данном случае.

Население предупреждается, таким образом, ещё раз. Тот, кто совершит преступление против немецких солдат или против немецкой военной техники, будет уничтожен и своим поступком навлечёт беду на свою родину и семью.

Командующий 4-й танковой группой генерал-полковник Эрих Гёпнер